# Chiesa della Madonna (Livorno)
La chiesa della Madonna, formalmente intitolata ai santi Maria, Giulia e Francesco, si erge sulla via omonima, nel cuore di Livorno, a pochi metri dalla chiesa dei Greci Uniti e dai resti della chiesa armena.
Tenuta dai frati minori francescani, la chiesa ospita al suo interno gli altari di alcune nazioni straniere, costituendo una delle prime importanti testimonianze del passato cosmopolita della città.

## Storia
I lavori di costruzione iniziarono nel 1607, nei pressi dell'adiacente oratorio dei Santi Cosimo e Damiano (poi adibito ad ufficio postale sul finire del XVIII secolo). Il progetto, redatto da Alessandro Pieroni, fu portato a termine in breve tempo col titolo di "Santa Maria, San Francesco e Santi Cosimo e Damiano" (1611). Tuttavia, nel 1638 la chiesa fu consacrata solo all'Immacolata Concezione di Maria, a seguito di un ulteriore ampliamento. Il 7 aprile 1642 Giovanni Stefano Boccalandro, mercante di Savona e gonfaloniere della città dal 1634, inoltrava una supplica al granduca per ottenere dagli operai della Madonna del Carmine il rimborso delle spese sostenute nel 1621-22 "per l'ampliamento della chiesa dalla parte del coro, con l'altare e il pulpito" di circa 945 scudi.
Nel 1645 fu costruito il campanile, alto 27 metri.
Nel tempo la chiesa divenne il punto di riferimento delle numerose comunità straniere presenti a Livorno, che dotarono la chiesa di altari nazionali e che ne fecero inizialmente il loro luogo di sepoltura. All'interno una lapide ricorda che qui fu sepolto il celebre scultore fiammingo François Duquesnoy, deceduto a Livorno nel 1643.
La chiesa fu restaurata dapprima nel 1860 e in seguito nel 1902, quando fu dotata di illuminazione elettrica. Un ulteriore restauro si ebbe a seguito dei danni riportati durante la seconda guerra mondiale. Nell'occasione, la facciata, originariamente ad intonaco in cui risaltava il portale, fu ricoperta da lastre di marmo. Un ultimo restauro si è concluso il 20 aprile 2013.

## Descrizione

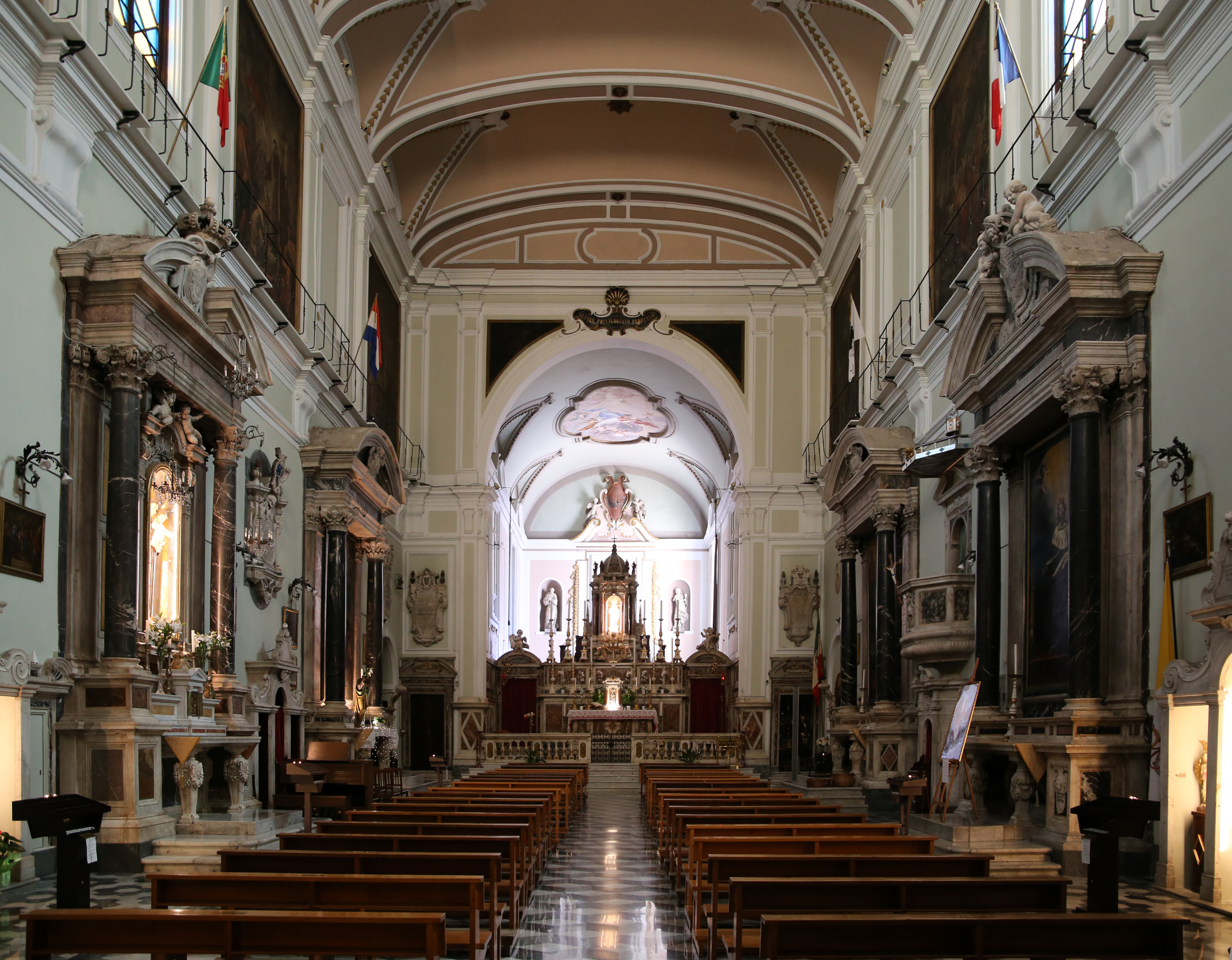
Interno della chiesa

La chiesa della Madonna presenta una facciata molto semplice, restaurata nel dopoguerra, quando fu interamente rivestita in marmo; alla sommità, in asse col portale d'ingresso, si trova un finestrone affiancato da due aperture minori dal sinuoso disegno.
L'interno, a pianta rettangolare, è costituito da una sola navata a volta ribassata, lungo la quale si trovano i sei altari laterali delle nazioni straniere, realizzati nella prima metà del Seicento, che si richiamano ad un medesimo modello avente varianti nei dettagli. Sopra di essi sono otto quadroni su tela raffiguranti episodi della vita di Sant'Antonio da Padova ed eseguiti dal minorita Alberico Carlini, eseguiti tra sesto e settimo decennio del Settecento.
Il più antico altare è probabilmente il primo a destra, entrando nella chiesa, posto sotto il patronato degli Inghirami. Inizialmente era ornato con una tela di San Paolo; poi nel 1860 fu sostituita con un dipinto di San Leonardo e oggi ospita un crocifisso nero attribuito a Ferdinando Tacca.
Segue poi l'altare della Nazione francese; risale al 1613, è incastonato tra due colonne marmoree che inquadrano il dipinto di San Luigi Re e che sorreggono un frontone semicircolare. Una particolare cura si rileva nel pilastrino " a corpetto" con festone a sostegno della mensa, una tipologia di colonnino che incontrerà particolare fortuna, ritrovandosi in altre chiese (San Giovanni, altare maggiore settecentesco della cattedrale e nel santuario di Montenero). Il dipinto al centro, opera di Matteo Rosselli, fu donato dal granduca Cosimo II nel 1615; alcuni avanzano l'ipotesi che l'effigie del re altro non sia che la fisionomia idealizzata dello stesso Cosimo allora venticinquenne.
D'impostazione simile è l'altare seguente, della Nazione corsa, allora facente parte dei domini genovesi; è impreziosito da un dipinto seicentesco raffigurante San Giovanni Evangelista, di Francesco Curradi (1620-1630 ca.).
Sul lato sinistro si trova l'altare dei portoghesi, sempre d'origine seicentesca. Esso in principio ospitava la statua lignea della Madonna, di fattura spagnola o siciliana del XVI secolo, un tempo conservata nell'oratorio dei Santi Cosimo e Damiano e dal 1728 collocata presso l'altare maggiore della chiesa della Madonna (oggi in quello della controfacciata); pertanto, nell'altare portoghese fu collocata la statua di Sant'Antonio di Padova, fino ad allora posta nella controfacciata della chiesa.

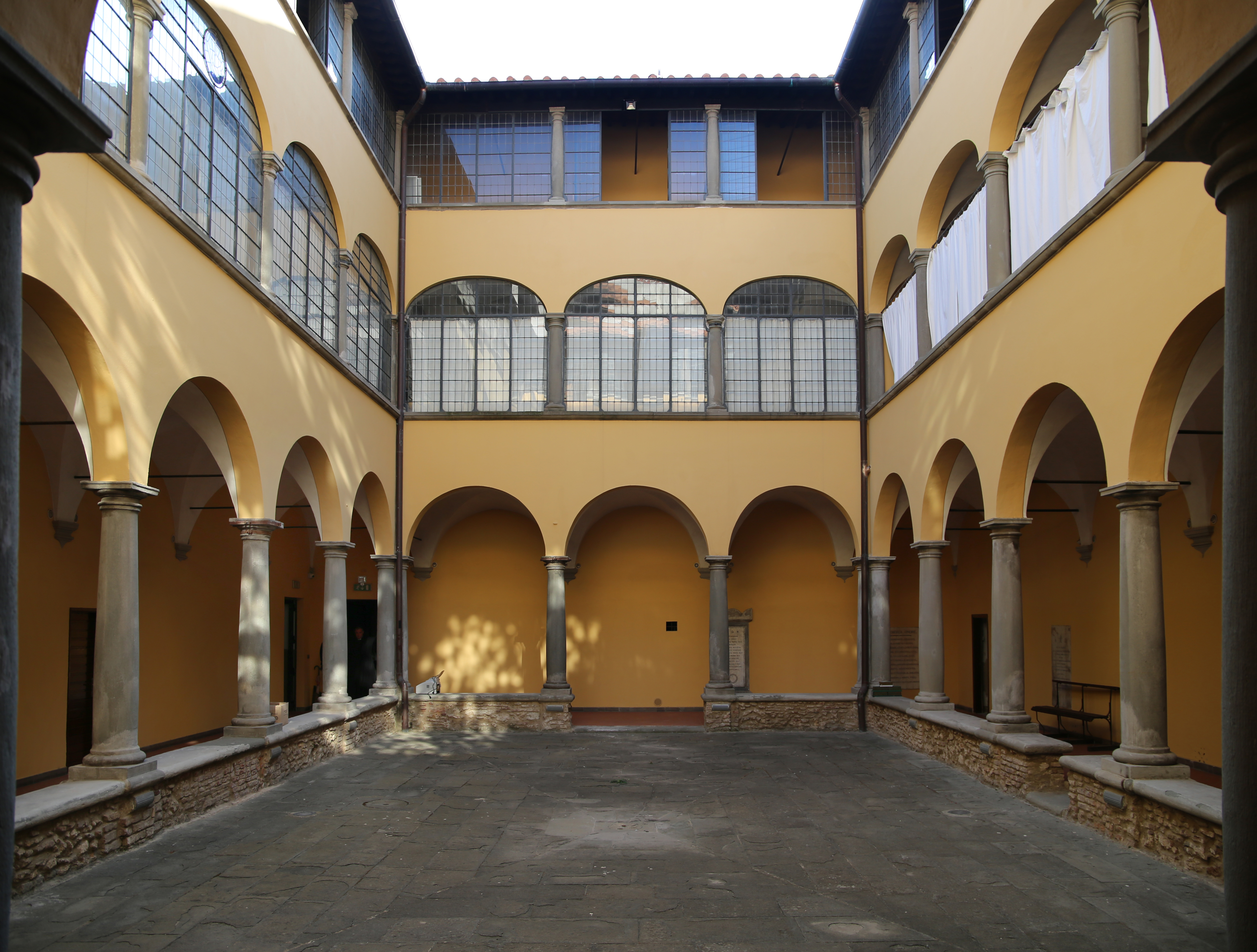
Il chiostro

L'altare che chiude il lato sinistro, intitolato a Sant'Andrea, era invece quello della Nazione olandese alemanna, inizialmente composta soprattutto da membri cattolici (si veda la voce relativa al Tempio della Congregazione olandese alemanna). Il dipinto col Martirio di sant'Andrea, attribuito dapprima a Giovanni Bilivert, è stato poi riferito a Domenico Pugliani. Accanto all'altare si erge un raffinato confessionale settecentesco con lo stemma dei Paesi Bassi.
Sul lato destro della chiesa, subito dopo l'ingresso, si accede alla cappella della Madonna di Montenero, eretta dalla Compagnia degli Osti, che qui disponeva di un sepolcreto.
Nei pressi si trova anche l'accesso al chiostro. Il chiostro caratterizzato da tre porticati sovrapposti, anch'esso opera di Alessandro Pieroni ed in origine interamente affrescato; gli affreschi andarono perduti durante le devastazioni dell'ultima guerra, quando questo ambiente risultò in parte danneggiato.